# Hedyphane
La hedyphane è un minerale appartenente al gruppo omonimo.